# Mistrovství světa veteránů v orientačním běhu 2025
World Masters Orienteering Championships 2025 (WMOC 2025) se uskuteční ve dnech 8.–15. srpna 2025 v okolí města Girona, Španělské království. Tato prestižní akce přivítá orientační běžce ve věku 35 let a více z celého světa, kteří budou soutěžit v různých disciplínách orientačního běhu. 

## Program World Masters Orienteering Championships 2025
Závody proběhnou v různých terénech v okolí Girony, poskytujících rozmanité výzvy pro závodníky.
| Datum          | Závod               | Místo konání | Doprovodné akce      |
| -------------- | ------------------- | ------------ | -------------------- |
| 8. srpna 2025  | Příjezd, registrace | Girona       |                      |
| 9. srpna 2025  | Modelový závod      | Girona       |                      |
| 10. srpna 2025 | Sprint kvalifikace  | Girona       |                      |
| 11. srpna 2025 | Sprint finále       | Girona       | Slavnostní zahájení  |
| 12. srpna 2025 | Middle kvalifikace  | Girona       |                      |
| 13. srpna 2025 | Middle finále       | Girona       |                      |
| 14. srpna 2025 | Long kvalifikace    | Girona       |                      |
| 15. srpna 2025 | Long finále         | Girona       | Slavnostní zakončení |